# Oxford Capacity Analysis

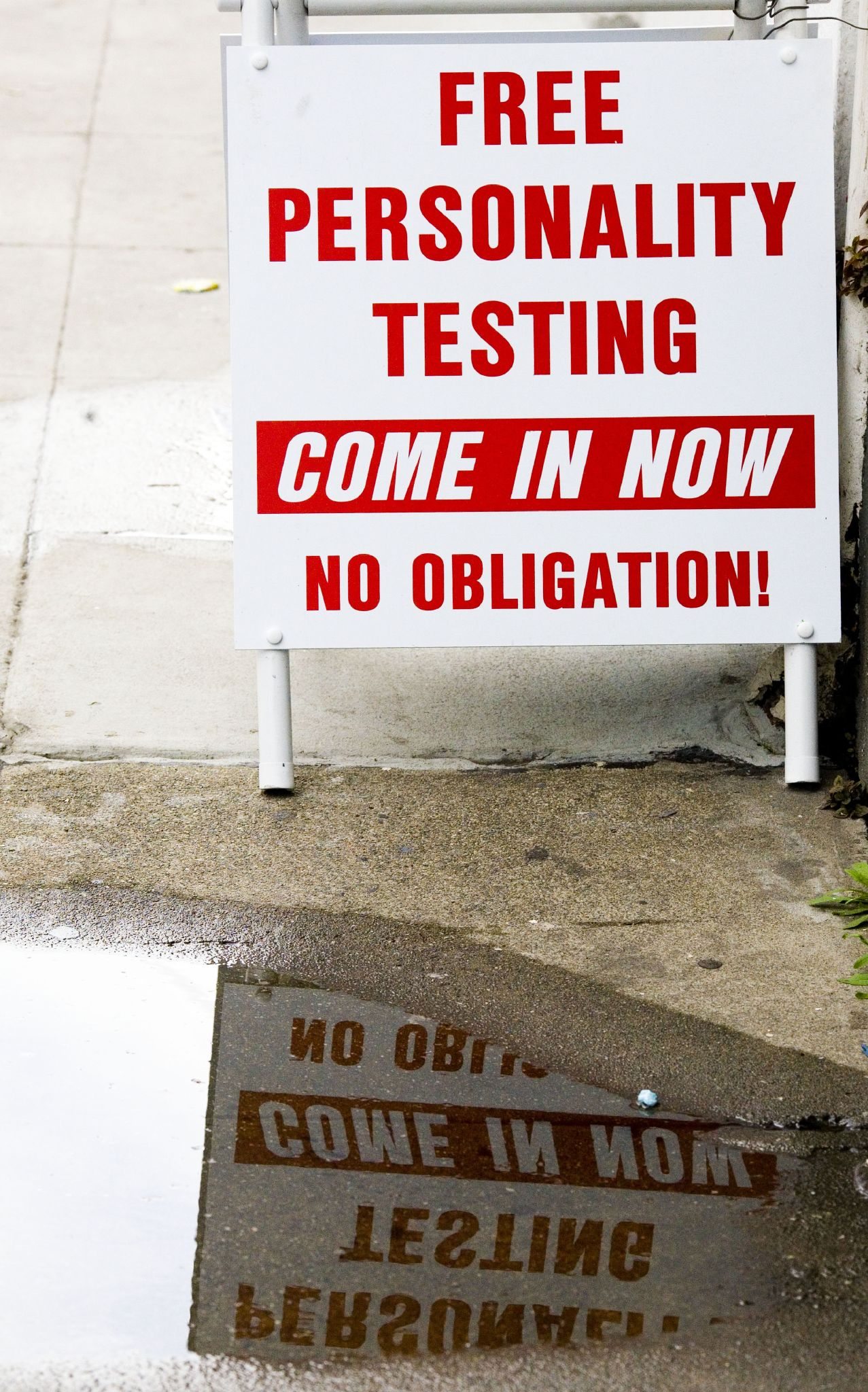
Afiche que promociona los tests de personalidad gratuitos de la Iglesia de la Cienciología. San Francisco, abril de 2006.

El Oxford Capacity Analysis (OCA, por sus siglas en inglés), también conocido como el Análisis Estadounidense de la Personalidad es un test de personalidad que es ofrecido de manera gratuita por la secta de la Iglesia de la Cienciología. El OCA es ofrecido en línea, en iglesias locales y, algunas veces, en ferias locales, carnavales y otras reuniones públicas. No tiene ninguna relación con la Universidad de Oxford, aunque el nombre puede haber sido elegido para dar a entenderlo.
El test es una parte importante del proceso de reclutamiento de la Cienciología y es usado a nivel mundial para atraer nuevos miembros a la Iglesia de la Cienciología; sin embargo, ha recibido críticas por parte de psicólogos que señalan que «no es un test de personalidad genuino» y alegan que los cienciólogos lo utilizan de una forma «altamente manipuladora» y «manifiestamente inmoral».